# Николай Подвойский (фильм)
«Николай Подвойский» — советский художественный фильм 1987 года, снятый режиссёром Юрием Борецким на Киностудии им. М. Горького.

## Сюжет
Фильм рассказывает о судьбе молодого революционера Николая Подвойского и его возлюбленной Нины Дидрикиль, которые встречаются в Ярославском центре и продолжают свои отношения в Швейцарии. Там Нина становится женой Николая и матерью его детей. В 1917 году Подвойский активно участвует в революционных событиях, включая организацию встречи Ленина с народом и захват Зимнего дворца. После установления Советской власти он получает назначение от Ленина для инспекции местных Советов, но сталкивается с мятежом в Курске, который ему удаётся подавить.
Из-за указания Льва Троцкого Николай теряет свою должность и возвращается в Петроград, где его здоровье начинает ухудшаться. Во время Великой Отечественной войны он обращается к Сталину с просьбой отправить его на фронт, но получает отказ. Вместо этого Подвойский участвует в строительстве оборонительных сооружений вокруг Москвы.

## В ролях
- Владимир Антоник — Николай Подвойский
- Юрий Шлыков — В. И. Ленин
- Владимир Свекольников — Свердлов
- Елена Борзова — Нина Подвойская
- Александр Вдовин — Иосиф Приходько
- Юрий Гусев — Александр Чистяков
- Игорь Шавлак — Фёдор Владимиров
- Александр Иоселиани — Василий Киквидзе
- Андрей Ростоцкий — Иван Каляев
- Георгий Антонов — Антонов-Овсеенко
- Любовь Руденко — Шура Сербина
- Георгий Назаренко — Невский
- Юрий Сорокин — Сидоров
- Нина Меньшикова — Мария Ульянова
- Игорь Пушкарёв — Иосиф Попов
- Николай Погодин — военспец Иванов
- О. Гривко — Янина Комаровская
- Анатолий Пешков — Комаровский
- Женя Петров — Лёва Подвойский
- С. Багинский — эпизод
- Анатолий Ганшин — эпизод
- Юрий Заборовский — эпизод
- Н. Котова — эпизод
- Галикс Колчицкий — эпизод
- Владимир Кравченко — эпизод
- Павел Ордин — эпизод
- Вадим Романов — юнга
- Игорь Суровцев — эпизод
- Анзор Урдия — эпизод
- Б. Шихов — эпизод
- Станислав Фесюнов — эпизод
- Сергей Юртайкин — татарин
- Иван Власов — переводчик Айседоры Дункан
- Григорий Дунаев — Чудновский
- Николай Исенко — бригадир плотников
- Виктор Незнанов — Петров, мичман

## Съёмочная группа
- Режиссёр — Юрий Борецкий
- Сценарист — Даль Орлов
- Оператор — Александр Гарибян
- Композитор — Николай Дружников
- Художник — Владимир Постернак